# 162-й укреплённый район
162-й Свирский укреплённый район — формирование (соединение) войск укреплённых районов РККА ВС Союза ССР, в Великой Отечественной войне и войне с Японской империей.

## История
162-й укреплённый район сформирован с 26.03.1942 года по 10.04.1942 года в Пошехонье-Володарске Ярославской области.
В действующей армии в периоды:
- с 30.05.1942 по 15.11.1944;
- с 09.08. по 03.09.1945 года.

Вёл оборону по реке Свирь.
09.07.1944 425-й пулемётно-артиллерийский батальон из личного состава укрепрайона был высажен десантом на остров Мантсинсаари (Ладожское озеро) с 16 катеров и трёх тральщиков.
Затем, по выходе Финляндии из войны дислоцировался в Беломорском военном округе.
В мае 1945 года переброшен на Дальний Восток Союза, занял позиции в Дальнегорском районе Приморского края в районе бухты Клоково.

## Состав
- управление
- 410-й отдельный пулемётно-артиллерийский батальон
- 411-й отдельный пулемётно -артиллерийский батальон
- 412-й отдельный пулемётно-артиллерийский батальон
- 413-й отдельный пулемётно-артиллерийский батальон
- 414-й отдельный пулемётно-артиллерийский батальон
- 425-й пулемётно-артиллерийский батальон
- 524-я отдельная рота связи
- 1136-я полевая касса Госбанка
- 2028-я полевая почтовая станция
- 36Б штрафная рота

## Подчинение
| Дата            | Фронт (округ)             | Армия                   | Корпус (группа)               | Примечания |  |
| --------------- | ------------------------- | ----------------------- | ----------------------------- | ---------- |  |
| 01.05.1942 года | Московский военный округ  |                         |                               |            |  |
| 01.06.1942 года |                           | 7-я отдельная армия     |                               |            |  |
| 01.07.1942 года |                           | 7-я отдельная армия     |                               |            |  |
| 01.08.1942 года |                           | 7-я отдельная армия     |                               |            |  |
| 01.09.1942 года | -                         | 7-я отдельная армия     |                               |            |  |
| 01.10.1942 года |                           | 7-я отдельная армия     |                               |            |  |
| 01.11.1942 года |                           | 7-я отдельная армия     |                               |            |  |
| 01.12.1942 года |                           | 7-я отдельная армия     |                               |            |  |
| 01.01.1943 года |                           | 7-я отдельная армия     |                               |            |  |
| 01.02.1943 года |                           | 7-я отдельная армия     |                               |            |  |
| 01.03.1943 года |                           | 7-я отдельная армия     |                               |            |  |
| 01.04.1943 года |                           | 7-я отдельная армия     |                               |            |  |
| 01.05.1943 года |                           | 7-я отдельная армия     |                               |            |  |
| 01.06.1943 года |                           | 7-я отдельная армия     |                               |            |  |
| 01.07.1943 года |                           | 7-я отдельная армия     |                               |            |  |
| 01.08.1943 года |                           | 7-я отдельная армия     |                               |            |  |
| 01.09.1943 года |                           | 7-я отдельная армия     |                               |            |  |
| 01.10.1943 года |                           | 7-я отдельная армия     |                               |            |  |
| 01.11.1943 года |                           | 7-я отдельная армия     |                               |            |  |
| 01.12.1943 года |                           | 7-я отдельная армия     |                               |            |  |
| 01.01.1944 года |                           | 7-я отдельная армия     |                               |            |  |
| 01.02.1944 года |                           | 7-я отдельная армия     |                               |            |  |
| 01.03.1944 года | Карельский фронт          | 7-я армия               |                               |            |  |
| 01.04.1944 года | Карельский фронт          | 7-я армия               |                               |            |  |
| 01.05.1944 года | Карельский фронт          | 7-я армия               |                               |            |  |
| 01.06.1944 года | Карельский фронт          | 7-я армия               |                               |            |  |
| 01.07.1944 года | Карельский фронт          | 7-я армия               |                               |            |  |
| 01.08.1944 года | Карельский фронт          | 7-я армия               |                               |            |  |
| 01.09.1944 года | Карельский фронт          | 7-я армия               |                               |            |  |
| 01.10.1944 года | Карельский фронт          | 7-я армия               |                               |            |  |
| 01.11.1944 года | Карельский фронт          | 7-я армия               |                               |            |  |
| 01.12.1944 года | Резерв Ставки ВГК         | 7-я армия               |                               |            |  |
| 01.01.1945 года | Резерв Ставки ВГК         | 7-я армия               |                               |            |  |
| 01.02.1945 года | Беломорский военный округ |                         |                               |            |  |
| 01.03.1945 года | Беломорский военный округ |                         |                               |            |  |
| 01.04.1945 года | Беломорский военный округ |                         |                               |            |  |
| 01.05.1945 года | Беломорский военный округ |                         |                               |            |  |
| 01.06.1945 года | Дальневосточный фронт     | Приморская группа войск | Чугуевская оперативная группа |            |  |
| 01.07.1945 года | Дальневосточный фронт     | Приморская группа войск | Чугуевская оперативная группа |            |  |
| 01.08.1945 года | Дальневосточный фронт     | Приморская группа войск | Чугуевская оперативная группа |            |  |
| 09.08.1945 года | 1-й Дальневосточный фронт | -                       | Чугуевская оперативная группа |            |  |
| 03.09.1945 года | 1-й Дальневосточный фронт | -                       | Чугуевская оперативная группа |            |  |

## Коменданты
- Каширин, Порфирий Никитович, с 10.04.1942 по 06.05.1944, полковник
- Звонов, Иван Петрович, с 07.05.1944 по 23.06.1944, полковник
- Москалёв, Игнатий Алексеевич, с 28.07.1944 по 03.10.1944, полковник
- Бурлака, Григорий Давидович, с 06.10.1944 по 01.03.1946, полковник

## Награды и наименования
| Награда (наименование) | Дата       | За что получена                              |
| ---------------------- | ---------- | -------------------------------------------- |
| Свирский               | 02.07.1944 | За участие в Свирско-Петрозаводской операции |